# 트윅24
트윅24(www.twig24.com)는 2023년 7월 3일 창간된 한국의 연예·문화 매체이다. 120년 전통의 서울신문이 창간한 매체로 연예 소식, 사회 이슈, 라이프 등 3개의 큰 영역에서 독자들에게 콘텐츠를 제공한다. 현재 발생한 이슈와 네티즌의 관심이 집중되는 주요 연예·사건·문화 영역의 보도기사가 주요 콘텐츠이다.
연예소식은 주요 방송 관련 소식과 스타들의 현재, 사회 이슈는 각종 사건사고와 법원 판결 등을 다루고 있다. 라이프 영역은 건강 관련 정보와 여행 이슈, 운세 등의 콘텐츠를 다룬다. 2024년 파리 올림픽 스타와 주요 이슈, 유아인·승리 등 논란의 인물들, 각종 연예계 핫스타들의 일상을 상세히 다뤘다. 또 명문대생 환각파티 사건·숭례문 지하보도 살인사건·일본도 살인사건 등 논란과 이슈의 중심에 선 사건들을 지속적으로 보도하고 있다.

## 관련 매체
- 서울신문
- 나우뉴스
- 서울En